# Federação Etíope de Voleibol
A Federação Etíope de Voleibol  (em inglêsːEthiopian Volleyball Federation, EVF) é  uma organização fundada em 1955 que governa a pratica de voleibol na Etiópia, sendo membro da Federação Internacional de Voleibol e da Confederação Africana de Voleibol, a entidade é responsável por  organizar  os campeonatos nacionais de  voleibol masculino e feminino no país.